# Романовский, Дмитрий Ильич
Дми́трий Ильи́ч Романо́вский (1825—1881) — русский военачальник, генерал-лейтенант. Видный деятель Туркестанской экспансии Российской Империи. мемуарист.

## Биография
Родился 25 февраля 1825 года, происходил из дворян Тверской губернии.
С 1839 года учился в Николаевском Инженерном Училище, по окончании которого был произведен в прапорщики (8 августа 1842). Оставленный при Училище для слушания курса наук в офицерском классе Училища (ныне Николаевская Инженерная Академия), Романовский в 1844 году (по окончании его с производством в поручики) был зачислен на службу в Санкт-Петербургскую инженерную команду. Здесь он оставался недолго и вскоре был переведен сначала в Киевскую инженерную команду, а затем в Грузинский Инженерный Округ (31 августа 1846). 
Участвовал в борьбе с кавказскими горцами (1847—1853), затем в войне с турками (1853—1856). 

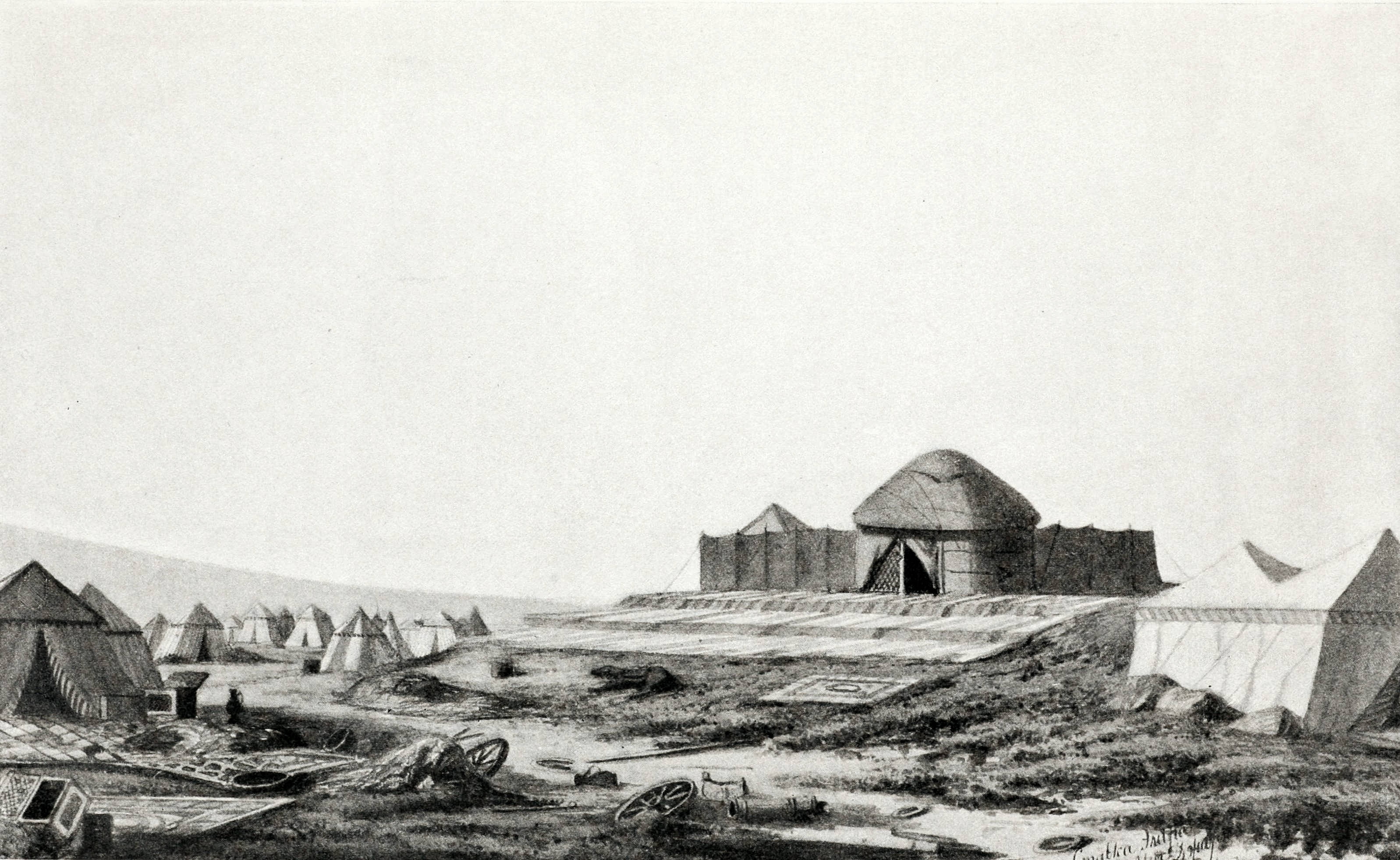
Ставка эмира Бухарского у Ирджара
(с акварели генерала Романовского)

В 1865 году назначен наказным атаманом Уральского казачьего войска (с мая по август 1865 года), позже — военным губернатором Туркестанской области (с марта 1866 по 1867, сменил отозванного в Петербург после конфликта со своим начальником Крыжановским и неудачи начатого было похода на бухарскую крепость Джизак, Бухару и Самарканд генерал-майора М. Г. Черняева). Провёл несколько удачных военных операций: взял несдавшийся Черняеву: Ходжент, Джизак, Хау, Ура-Тюбе, Яны-Курган. Освободил попавшее в заложники к бухарскому эмиру в результате действий Черняева посольства в составе астронома К. В. Струве, офицера Генерального штаба, топографа и горного инженера. Покинул Среднюю Азию с повышением после начатой отозванным из Туркестана Черняевым против него — как главного претендента на пост начальника Туркестанского края — склоки. В 1866 году представлен к ордену Святого Георгия 3 класса с формулировкой: «В воздаяние отличной распорядительности, оказанной в деле 8 мая при урочище Ирджар при поражении главной армии Бухарскаго Эмира».
Состоял начальником штаба Кавказского военного округа (1867—1871), членом военно-учёного комитета при Главном штабе.
Участвовал в составлении описания «Обороны Севастополя» (1863) и напечатал: «Кавказ и кавказская война» (публичные лекции, СПб., 1860), «Заметки по среднеазиатскому вопросу» (СПб., 1868), «Генерал-фельдмаршал князь А. И. Барятинский и кавказская война» («Русская Старина», 1881, № 2) и «Князь М. С. Воронцов и князь А. И. Барятинский» (ib., № 4).
Состоял редактором газеты «Русский инвалид».
В 1878 году лечился за границей и в Женеве встретился с князем А. И. Барятинским. В 1880 году, вернувшись из-за границы, поселился в Казани, где заболел и скончался в госпитале 16 мая 1881 года.

## Награды
- Награждён в 1848 году орденами Св. Анны 3-й степени с бантом и Св. Владимира 4-й степени.
- В 1866 году награждён орденами Св. Георгия 3-й степени и Св. Анны 1-й степени с мечами.
- В 1873 году награждён орденом Св. Владимира 2-й степени.